# آلجونا ساوچنکو
آلجونا ساوچنکو (اوکراینی: Олена Валентинівна Савченко؛ زادهٔ ۱۹ ژانویهٔ ۱۹۸۴) اسکیت‌باز نمایشی اهل اوکراین است. وی از سکیت‌بازان نمایشی در بازی‌های المپیک زمستانی بوده است.